# Mary Buckland

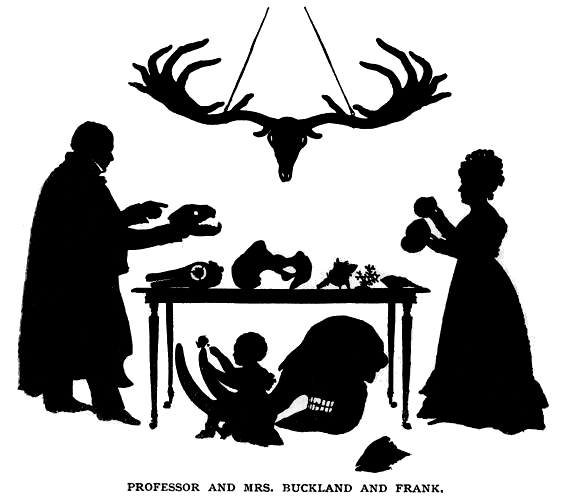
Familie Buckland mit Fossilien. Rechts Mary Buckland, unter dem Tisch ihr Sohn Frank

Mary Buckland (* 20. November 1797 als Mary Morland in  Abingdon-on-Thames; † 30. November 1857 in St. Leonards-on-Sea) war eine englische Paläontologin und wissenschaftliche Illustratorin. Im Jahr 1825 heiratete sie den Theologen, Paläontologen und Geologen William Buckland.

## Leben
Mary Morland wurde als Tochter von Benjamin Morland und Harriet Baster Morland geboren. Ihre Mutter starb früh. Sie verbrachte den Großteil ihrer Kindheit unter der Obhut von Christoph Pegge und seiner Frau, die ihre naturwissenschaftlichen Interessen förderten. Bereits als Jugendliche korrespondierte sie mit den bedeutenden Naturforscher Georges Cuvier, dem sie auch Fundstücke und eigene Illustrationen schickte. Auch mit William Daniel Conybeare stand sie früh in Verbindung.
Nach ihrer Hochzeit führte Mary Buckland ihre Arbeit mit ihrem Ehemann fort. Sie wurde außerdem Mutter von neun Kindern, von denen fünf das Erwachsenenalter erreichten. Der exzentrische Arzt und Autor Frank Buckland war ihr Sohn. Zusätzlich engagierte sie sich karitativ und unterrichtete in einer Schule nahe ihrem Wohnort. William Buckland wurde 1850 in ein Heim eingeliefert und starb 1856, Mary setzte in dieser Zeit ihre eigenen Forschungen mit der mikroskopischen Untersuchung mariner wirbelloser Tiere mit Hilfe ihrer Tochter Caroline fort.

## Wissenschaftliche Arbeit

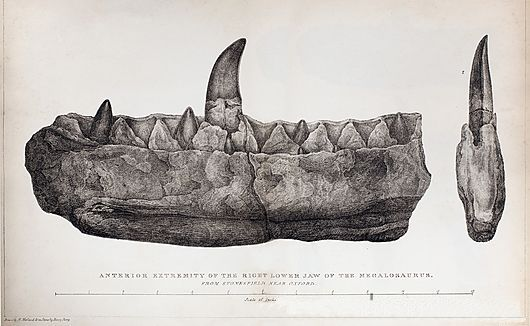
Mary Bucklands publizierte Zeichnung des Lectotypus von Megalosaurus bucklandii

Die gemeinsamen Interessen führten dazu, dass das Ehepaar Buckland seine Hochzeitsreise durch Europa zu geologischen und paläontologischen Fundstätten über ein Jahr ausdehnten. An den wissenschaftlichen Publikationen ihres Mannes (etwa zum Megalosaurus) hatte Mary Buckland nicht nur Anteil, weil sie die Illustrationen anfertigte, sie war auch an der Erstellung der Schriften beteiligt. Darüber hinaus fügte sie fragmentierte Fossilien zusammen und arbeitete demzufolge nach modernem Verständnis als Restauratorin. Sie fertigte Modelle an und betreute die umfangreiche Sammlung des Paares.